# Бельское (Башкортостан)
Бе́льское (баш. Бельское) — село в Стерлитамакском районе Республики Башкортостан Российской Федерации. Входит в состав Алатанинского сельсовета.  Согласно переписи 2020 года население составляло 917 человек.

## География

### Географическое положение
Расстояние до:
- районного центра (Стерлитамак): 20 км,
- центра сельсовета (Алатана): 5 км,
- ближайшей ж/д станции (Стерлитамак): 20 км.

## История
10 сентября 2007 года постановлением Правительства Российской Федерации село Мебельное переименовано в Бельское. До 2008 года село являлось административным центром Бельского сельсовета.

## Население
| 2002 | 2009  | 2010  |
| ---- | ----- | ----- |
| 1071 | ↗1186 | ↘1144 |